# Дионисий II (патриарх Константинопольский)
Патриарх Дионисий II (греч. Πατριάρχης Διονύσιος Β΄) — Патриарх Константинопольский с 1546 по 1556 год. О его этническом происхождении сведений нет, но некоторые болгарские источники предполагают что он болгарин.
Рукоположён в священнослужители патриархом Феолиптом. С 1540 года он был митрополитом Никомидийским. После смерти Патриарха Иеремии I избран Патриархом Константинопольским 17 апреля 1546 года, несмотря на сопротивление Священного Синода, но при поддержке Сулеймана Великолепного. Он был негласно разработан его предшественником, Иеремией I.
Стремясь улучшить финансовое положение Патриархата, он рукоположил своего друга и будущего патриарха Митрофана в митрополиты Кесарии и отправил его в Рим и Венецию для сбора средств. Митрофан вступил в общение с папой Павлом III, спровоцировав крупные греческие протесты и бунты против себя. Несмотря на протесты греков и, по-видимому, пользуясь покровительством падишахи, Дионисий оставался патриархом. Дионисий также послал своего митрополита Иоасафа к царю Ивану Грозному в Москву в 1556 году, что положило начало процессу признания Русской Церкви — Патриархатом.